# Middle Teton
Met een hoogte van 3903 m is Middle Teton de op twee na hoogste berg van het Tetongebergte in de Amerikaanse staat Wyoming. Binnen het Tetongebergte maakt Middle Teton deel uit van de zogenaamde Cathedral Group.  De berg ligt direct ten zuidwesten van de Grand Teton (berg) en beide zijn van elkaar gescheiden via een relatief kleine bergpas met het zadelpunt op een hoogte van 3540 m. Op de oostelijke hellingen van Middle Teton ligt de Middle Teton-gletsjer.
Net als het merendeel van het Tetongebergte ligt Middle Teton binnen de grenzen van het Grand Teton National Park. Daar de opheffing van de gehele Teton Range pas 9 miljoen jaar geleden begon, is het gebergte de jongste gebergteketen van de Rocky Mountains. En net als de andere bergen in deze keten dankt Middle Teton zijn huidige vorm voornamelijk aan de inwerking van gletsjers tijdens opeenvolgende glacialen in het Kwartair.
Een opmerkelijk geologisch verschijnsel is de zogenaamde black dyke: een dike van vulkanische intrusie die over een lengte van ruim 240 m van recht naast de top van Middle Teton naar beneden loopt.

## Beklimming
Middle Teton werd voor het eerst beklommen door Albert R. Ellingwood, via de zuidflank, op 29 augustus 1923. Diezelfde dag nog, vóór deze beklimming, voltooide Ellingwood samen met Eleanor Davis de eerste succesvolle beklimming van de South Teton.
De makkelijkste route naar de top is een klasse 3/4 scrambling, deels over sneeuw, bekend als de Southwest Couloir. Een aantal meer uitdagende routes naar de top bestaan eveneens, met een moeilijkheidsgraad tot klasse 5.11. De technisch meest veeleisende beklimming is die langs de Middle Teton-gletsjer. Deze route is ook een van de weinige routes die vroeg in het seizoen uitsluitend over sneeuw en ijs gaat. De Middle Teton Glacier-route werd voor het eerst verkend door Paul Bradt en Sterling Hendricks, op 4 augustus 1944.